# Alena Šolcová
Alena Šolcová (* 26. března 1950) je česká matematička a historička vědy.
V letech 1968 až 1973 studovala matematiku na Matematicko-fyzikální fakultě a filosofii na Filosofické fakultě Univerzity Karlovy. V letech 2002 až 2005 absolvovala doktorské studium Matematika ve stavebním inženýrství s doktorskou prací Fermat’s Ideas Revived in Mathematics Applied in Engineering a v roce 2009 se habilitovala na FJFI ČVUT v Praze a byla jmenována docentkou v oboru aplikovaná matematika.
Působí na Fakultě informačních technologií ČVUT v Praze, kde vyučuje matematickou logiku a historii matematiky a informatiky.
Dále se věnuje logice, teorii čísel, některým numerickým metodám a historii matematiky, informatiky a astronomie. Od roku 1992 vede seminář SEDMA (Seminář pro dějiny matematiky, informatiky a astronomie) a pracovní skupinu pro historii exaktních věd HEXA. Je iniciátorkou a zakladatelkou Keplerova muzea v Praze (Muzeum po založení spravovala Česká astronomická společnost, v provozu od roku 2009 do r. 2017) .
Iniciovala zřízení pamětních desek Albertu Einsteinovi na Staroměstském náměstí v Praze, Johannu Radonovi v Děčíně.
Je autorkou několika monografií. Dílo Kouzlo čísel - Od velkých objevů k aplikacím, Academia Praha, 2009, 2011, 2018 (ISBN 978-80-200-2840-2)
se spoluautory Michalem Křížkem a Lawrencem Somerem byla v roce 2010 oceněna Hlávkovou cenou za vědeckou literaturu (1.cena).
Mezinárodní astronomická unie pojmenovala na její počest planetku č. 58 682 jménem Alenašolcová.
Je čestným členem Jednoty českých matematiků a fyziků  a od roku 2018 je předsedou této společnosti.
Má tři děti, které jdou v jejích šlépějích.